# Dob, Domžale
Dob je suburbano naselje z več kot 1.700 prebivalci in krajevna skupnost v Občini Domžale. Nogometni klub Dob, ki igra v Športnem parku Dob igra v drugi slovenski nogometni ligi.

## Etimologija
Krajevno ime izhaja besede dób, ki se je v rednem jezikovnem razvoju razvila iz slovanske besede dǫbъ v pomenu listnato drevo, hrast (Dob, vrsta hrasta). Iz kolektiva dǫbъje v pomenu hrastje je izpeljano še več krajevnih imen (Dobje, Dobeno, Dobindol, Hrastnik itd.). V listini iz leta 1359 se kraj imenuje Dub. Nastanek imena je seveda v tesni zvezi s poraslostjo sveta ob naselitvi in razodeva, da se je tedaj tod razprostiral hrastov gozd. Že samo ime Dob kaže, da je bil kraj naseljen v starejši naselitveni dobi.

## Zgodovina
Dob se prvič omenja 7. aprila 1220. Tedaj je bil plemeniti Janez iz Doba (Johannes de Aich) priča - podpisnik darilne pogodbe na Turjaku. Tri leta pozneje se 25. januarja 1223. omenja Vilijem iz Doba (Willehelmus de Eicho). V letu 1296 se kraj imenuje dvakrat. 24. novembra je plemič s Hmeljnika zamenjal šest kmetij, ki jih je imel v Dobu, s stiškim samostanom. V tem letu se prvič omenja samostojna dobska župnija, ponovno pa leta 1323.  9. oktobra 1300 je omenjen Jakob iz Doba kot soustanovitelj mekinjskega samostana. V zgodovinskih virih so omenjeni dobski vitezi: Volbenk iz Doba (Volkerus de Aich) 23. aprila 1320, Hengel iz Doba 6. januarja 1332, Erhard in Zofija iz Doba na dan sv. Elizabete, 19. novembra 1361. 10. septembra 1403 je Merchla iz Kamnika prodal posestvo, ki ga je imel v dobski fari, Marijini bratovščini. Wofang Mangspurg je 12. septembra 1455 podelil Ahacu Petschacherju, "purger zu stain", desetino od sedmih kmetij v Dobu z vsem, kar ji pripada.
Listina  24. januarja 1463 omenja, da je Magdelena, vdova po Juriju Ravbarju, lastnica šestih kmetij v Dobu.
V znanem škocjanskem seznamu  24. novembra 1587, ki navaja, koliko so morali podložniki prispevati za gradnjo utrdbe Karlovca, sta imenovana dva Dobljana: Gašper Majhen (Meichen) je dal od ene hube 4 krajcarje, Martin Nakrst (Nakhwist Vuderses zu Aich) pa 12 krajcarjev.

## Geografske značilnosti
Dob, velika  vas v ravnini ob sotočju Rače, Radomlje, Rovščice (Jermance) in Potoka pod Močilnikom, se je razvil iz prvotnega kmečkega naselja ob cerkvenem središču, stran od nekdanje rimske ceste. Jedro vasi je nastalo vzdolž Potoka in ob cesti, ki je bila nekdaj prav gotovo pomembnejša prometna zveza. W. Schmid celo meni, da je rimska cesta potekala skozi staro jedro Doba. Najmlajše naselje se razprostira vzdolž sedanje glavne ceste.
Tla sestavljata na južni strani prodna naplavina, na vzhodu pa črna barjanska prst. Dob ima 140 hiš in 217 gospodinjstev; 120 ljudi se ukvarja s kmetijstvom. Vas ima avtobusni postaji, pošto, devetletno šolo, gasilsko in prosvetno društvo, trgovino in gostišče. Po vasi so napeljani tudi vodovod, optični kabel in kanalizacija.

## Osebnosti
- Frank Česen (1890-1983), politični delavec in publicist med ameriškimi Slovenci
- Janez Flis (1841-1919), umetnostni zgodovinar
- Anton Traven (1754-1807), prevajalec sv. Pisma, Japljev sodelavec
- Janez Traven (1781-1847), skladatelj in nabožni pisec
- Simon Robič (1824-1897), ki je raziskoval in opisoval bližnje kraške jame
- Franci Kek (1964), slovenski igralec